# 이와키단
이와키단(磐城団)은 9세기에서 10세기까지 일본 무츠국에 배치된 군단들 중 하나로, 당시의 무츠국 이와키군, 오늘날의 후쿠시마현 이와키시에 있었던 것으로 추정된다.
고대 일본 군단제는 701년(다이호 원년)의 다이호 율령으로 실시된 것으로 추정된다. 무츠국에서는 8세기에 에조와의 전쟁이 격화되어 여러 군단들이 배치되었지만 그 이름이 전해지는 것은 소수기 때문에, 이와키단이 정확히 언제부터 있었는지는 불분명하다. 확실하게 나타나는 것은 847년(조와 15년)이다. 무츠국은 원래 6개 군단이 배치되어 있었다가 7개 군단으로 재편되었기 때문에, 815년에서 847년 사이에 이와키단이 신설된 것으로 추측된다.
이와키단의 병사들은 시라카와단, 나메카타단, 아사카단의 병사들과 함께 교대로 다가성에 소재한 무츠국 국부 수비를 맡았다.
10세기에 쓰여진 연희식에도 무츠국에 7개 단을 배치할 것을 규정하고 있고 여기에 이와키단도 포함되었을 것으로 생각된다. 하지만 이 단계가 되면 이미 율령제가 쇠퇴하고 군단은 형해화되어 있었다.

## 참고 자료
- 橋本裕「律令軍団一覧」、『律令軍団制の研究』（増補版）、吉川弘文館、1990年（初版は1982年発行）、ISBN 4-642-02244-9 に所収。論文初出は『続日本紀研究』199号、1978年10月。
- 平川南『漆紙文書の研究』、吉川弘文館、1989年、ISBN 4-642-02232-5。